# Sistema Nacional de Gerenciamento de Produtos Controlados
O Sistema Nacional de Gerenciamento de Produtos Controlados – SNGPC é um instrumento informatizado brasileiro, que visa controlar a venda de medicamentos de controle especial, tais como anorexígenos, antibióticos e antidepressivos. O sistema permite estabelecer vínculos desde a fabricação até o consumidor final.